# Mia Hamm
Mariel Margaret Hamm (ur. 17 marca 1972 w Selmie) – amerykańska piłkarka, jedna z najbardziej utytułowanych zawodniczek w historii piłki nożnej, dwukrotna mistrzyni olimpijska, brązowa medalistka olimpijska, mistrzyni świata, dwukrotna brązowa medalistka świata.
Mia Hamm była zawodniczką Uniwersytetu Karoliny Północnej, gdzie czterokrotnie zdobyła uniwersyteckie mistrzostwo kraju NCAA w 1989, 1990, 1992 i 1993.
W 1987 zadebiutowała w reprezentacji Stanów Zjednoczonych jako najmłodsza w historii (15 lat). W latach 2001–2002 wybierano ją na Piłkarkę Roku FIFA. Została zaliczona przez Pelégo do FIFA 100.
Karierę zakończyła 8 grudnia 2004.

## Największe sukcesy sportowe
- złoty medal Letnich Igrzysk Olimpijskich 1996 w Atlancie
- srebrny medal Letnich Igrzysk Olimpijskich 2000 w Sydney
- złoty medal Letnich Igrzysk Olimpijskich 2004 w Atenach
- brązowy medal Mistrzostw Świata 1995
- złoty medal Mistrzostw Świata 1999
- brązowy medal Mistrzostw Świata 2003
- czterokrotna mistrzyni kraju w akademickiej piłce nożnej kobiet NCAA

## Działalność społeczno-charytatywna
W 1999 założyła Mia Hamm Foundation realizującą dwa cele: wspieranie medycyny szpiku kostnego (transplantacje szpiku, badania, poszerzanie świadomości społeczeństwa) oraz promocję młodych kobiet w sporcie.